# BerkShares
BerkShares est une monnaie locale circulant aux Monts Berkshire au Massachusetts, lancée en 2006. 